# I Roslagens famn
I Roslagens famn är en svensk film från 1945 i regi av Schamyl Bauman och med manus av Sven "Esse" Björkman, baserad på visor av Evert Taube.

## Handling
Filmen är baserad på Evert Taubes visor om sjömannen och kvinnokarlen Fritiof Andersson. Andersson, spelad av Åke Grönberg, kommer på midsommarafton hem till sin skärgårdsö i Roslagen, där han efter många år till sjöss tänker slå sig till ro med fästmön Linnéa (Wera Lindby). På dansbanan träffar han emellertid flickan Rosa (Ruth Kasdan), som han blir förtjust i, men när det visar sig att Linnéa och Rosa känner varandra finner han det för gott att gå till sjöss igen.
Tillsammans med sin kamrat Julius Orkan (Thor Modéen) råkar han ut för många äventyr i Sydamerika, och träffar flera flickor, vilka samtliga blir omsjungna. Efter ett krogslagsmål i Havanna blir Andersson oskyldigt misstänkt för dråp, men lyckas undkomma.
Andersson far hem till Sverige, där han träffar målaren Rönnerdahl (Lasse Krantz). Tillsammans med Rönnerdahl festar han en kväll på Den Gyldene Freden, där Evert Taube själv framför Nigande vals, men kvällen slutar i finkan för Andersson. Han är nämligen efterlyst för dråpet i Havanna, men då den verklige mördaren fångas släpps han fri. Han åker hem till Roslagen, och får till slut sin Linnéa, som troget har väntat på honom.

## Om filmen
I Roslagens famn spelades in i Stockholm, Roslagen och Stockholms skärgård mellan september 1944 och april 1945. Den var den första av tre filmer inspirerade av Evert Taubes diktning; de båda andra är Maj på Malö (1947) och Sjösalavår (1949). Den hade premiär den 20 augusti 1945, på biografen Royal i Norrtälje.
Filmen fick tämligen ljum kritik. I Arbetaren kallade signaturen F.R. filmen "ganska slätstruken och föga spännande", men berömde skådespelet, särskilt Åke Grönbergs, och menade att filmen var "en mycket angenäm tillgång i den svenska filmproduktionen". Carlo Keil-Möller skrev i Morgon-Tidningen att filmens manus var "blottat på humör, uppfinning och kvickhet" och att resultatet blev misslyckat, medan Stig Almqvist i Aftontidningen konstaterade:
| ” | Manuskriptförfattaren har misslyckats i att binda ihop visorna till ett händelseförlopp och ej ens sökt att förena dem i ett konstnärligt grepp, och regissören har utfört ett jobb som knappast kan karakteriseras annat än med ordet slentrian. | „ |

Filmen har visats i SVT1 vid flera tillfällen, bland annat 2013, 2016 och i juni 2018.

## Rollista
- Åke Grönberg – Fritiof Andersson
- Artur Rolén – "Alaska"
- Wera Lindby – Linnéa, "Alaskas" brorsdotter
- Thor Modéen – Julius Orkan
- Ruth Kasdan – Rosa Rosenkvist, senare Rosa Rönnerdahl
- Lasse Krantz – Julius Rönnerdahl
- Marianne Aminoff – Carmencita
- Ragnar Arvedson – don Cristobal
- Arne Lindblad – don Mauricio, Carmencitas far
- Maja Cassel – donna Francesca, Carmencitas mor
- John Botvid – detektiv i Samborombon
- Wiktor "Kulörten" Andersson – hans kollega
- Lolita Russell Jones – flickan på Virginia Bar i Havanna
- Mafalda Figoni – flickan i Peru
- Arthur Fischer – skeppar Mattsson
- Kaj Hjelm – jungman
- Carl von Scheven – herr von Scheven
- Birger Lensander – Joe Parcequese, portugisisk sjöman
- John Elfström – handelsman, Linnéas friare
- Siegfried Fischer – auktionsförrättaren

## Musik

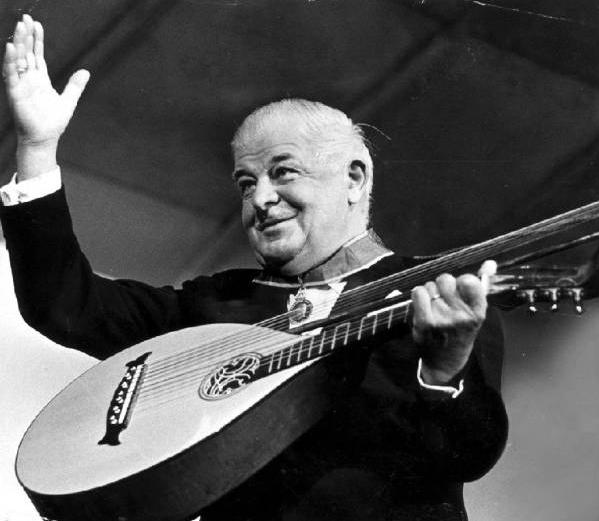
Evert Taube, här på scen 1961.

Åke Grönberg framför själv flera av Evert Taubes visor i filmen. De visor som hörs i filmen är följande:
- Vals ombord, Åke Grönberg
- Fritiof och Carmencita, Åke Grönberg och Marianne Aminoff
- Gammelvals i Roslagen, Åke Grönberg
- Vals på Ängön, Wera Lindby
- Rosa på bal, Ruth Kasdan och Åke Grönberg
- Linnéa eller En titt i sjömanskistan, Åke Grönberg
- Nigande vals, Evert Taube
- Serenaden i Prästgatan, kvarteret Venus, Lasse Krantz och Åke Grönberg
- Fritiof Anderssons paradmarsch, Åke Grönberg
- Den sköna Helén eller Flickan i Peru, Åke Grönberg
- Sjösala vals, Åke Grönberg

## DVD
Filmen gavs ut på DVD 2017.